# Канак, Аделин
Аделин Канак (фр. Adeline Canac; род. 20 мая 1990, Ланьи-сюр-Марн, Иль-де-Франс, Франция) — французская фигуристка, выступавшая в парном катании. В паре с  Максимином Койя, она — двукратная чемпионка Франции 2008 — 2009. В паре с Янником Бонером, она — чемпионка Франции 2011.

## Спортивная карьера
Сначала Аделин выступала как одиночница. Самым значимым достижением спортсменки в одиночном катании было 4-е место на  Triglav Trophy 2004. На чемпионате Франции 2006 года она заняла 8-е место, после чего решила перейти в парное катание. Её партнёром стал Максимин Койя. С ним она дважды завоёвывала титул чемпионки Франции, а на международном уровне значимых результатов пара не показывала и по окончании сезона 2009—2010 распалась. Новым партнёром фигуристки стал Янник Бонер, в паре с которым она стала чемпионкой Франции 2011. В начале лета 2011 года Аделин объявила о завершении карьеры и желании сконцентрироваться на учёбе.

## Спортивные достижения
(с Я. Бонером)
| Соревнования       | 2010—2011 |
| ------------------ | --------- |
| Чемпионаты мира    | 18        |
| Чемпионаты Европы  | 9         |
| Чемпионаты Франции | 1         |
| French Masters     | 1         |
| Icechallenge       | 5         |
| NRW Trophy         | 3         |

(с М. Койя)
| Соревнования                 | 2006-2007 | 2007-2008 | 2008-2009 | 2009-2010 |
| ---------------------------- | --------- | --------- | --------- | --------- |
| Чемпионаты мира              |           | 14        |           |           |
| Чемпионаты Европы            | 13        |           | 9         | 10        |
| Чемпионаты Франции           | 2         | 1         | 1         | 2         |
| Skate America                |           |           | 7         |           |
| Trophée Eric Bompard         | 7         | 7         | 6         | 5         |
| Cup of Russia                |           | 6         |           |           |
| Coupe Internationale de Nice |           | 2         | 3         | 1         |